# David Martial
Pour les articles homonymes, voir Martial.
David Martial né le 26 juin 1935 au Prêcheur  en Martinique est un chanteur français. 
Il est connu en particulier pour sa chanson Célimène sortie en 1976 ,.

## Biographie
David Martial naît 26 juin 1935 dans la commune du Prêcheur en Martinique.  Il arrive à Paris en 1953 à l'âge de 18 ans et est repéré par le chef d’orchestre Eugène Delouche qui le fait entrer dans son groupe orchestre Del's Jazz Biguine .   Il se produit par la suite dans de nombreux cabarets parisiens et participe à de nombreux radio-crochets, il gagnera notamment un concours à Bruxelles  en 1963 auquel la France. Mais les maisons  de disques ne sont pas convaincues de son talent et il retourne aux Antilles  où il monte un cabaret et continue à se produire. En 1976, il est repéré par un producteur et son premier album et son premier 45-tours  dans lesquels on retrouve la chanson « Célimène ». Cette chanson va connaître un grand succès, notamment dans les discothèques et va permette à David Martial de réaliser en moyenne 150 concerts par an et ce jusqu’aux années 2000  . Il a également ouvert les portes à d'autres artistes comme Jocelyne Béroard (chanteuse du groupe Kassav') qui était une de ses choristes encore ou Clémence Bringtown (membre de la Compagnie créole) qui était une de ses danseuses . 
En 2012, il participe à la saison 7 d’Âge tendre et têtes de bois aux côtés d’autres artistes dont Michel Delpech, Francis Lalanne ou encore Chico and the Gypsies ,. 
Côté famille, il est  le grand-oncle de Célia Martial, danseuse de son époque .

## Discographie

### Albums
- 1972 : Show Folklore
- 1975 : Célimène Tamba
- 1976 : Joséphine
- 1980 : Cap Caraïbes
- 1981 : Célimène et tous les grands succès de David Martial

### Singles
- 1963 : Paris - les antilles / Au bord de l'eau / Le couteau et la rose / Mon rêve au soleil
- 1966 : Lucie / Jerk vidé / Élise / Méringué
- 1970 : Les hommes qui ont faim
- 1973 : Ti fi a / Une mélodie
- 1973 : La pomme / Qui ?
- 1975 : Bambou tabou
- 1975 : Tamba / Comme un caméléon
- 1976 : Célimène / Tamba
- 1980 : La fille du téléphone / Banana republic
- 1982 : Annabelle / Baby bizarre
- 1983 : La musique à danser / Il faut lui chanter
- 1984 : Oh la la Lily !… / Danse encore une fois
- 1985 : Capitaine Doudou / Tout le monde est content
- 1986 : Descendez sur la plage / Noël en sabots
- 1987 : Tout cela me fait mal / Mama Louise
- 1988 : C'est en eldo
- 1988 : Assez palé / C'est la caraïbe
- 1989 : Cé cé cé Célimène (en duo avec Barakas)
- 1990 : Missie dodo / Le voilier des chansons